# Acaciella angustissima
Acaciella angustissima (Prairie acacia, White ball acacia, Ocpatl, Palo de Pulque) és una espècie de planta dins la família fabàcia Tolera una lleugera secada i és un adob verd. És una planta perenne i caducifòlia primer creix com un arbust i finalment es fa un arbret. Es troba en zones tropicals al voltant de l'Equador. Necessita entre 750 i 2000 litres de pluviometria anual.
És planta nativa de la zona sud d'Amèrica del Nord, el Carib i la majoria d'Amèrica del Sud.

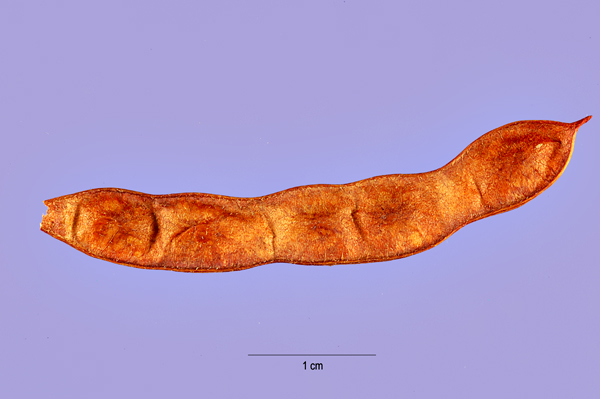
Acaciella angustissima fruit (tavella)

## Usos
- Begudes alcohòliques, amb l'arrel se'n fa el pulque de Mèxic.[3]
- Farratge amb les llavors

- Medicinal usat pels maies per a problemes digestius

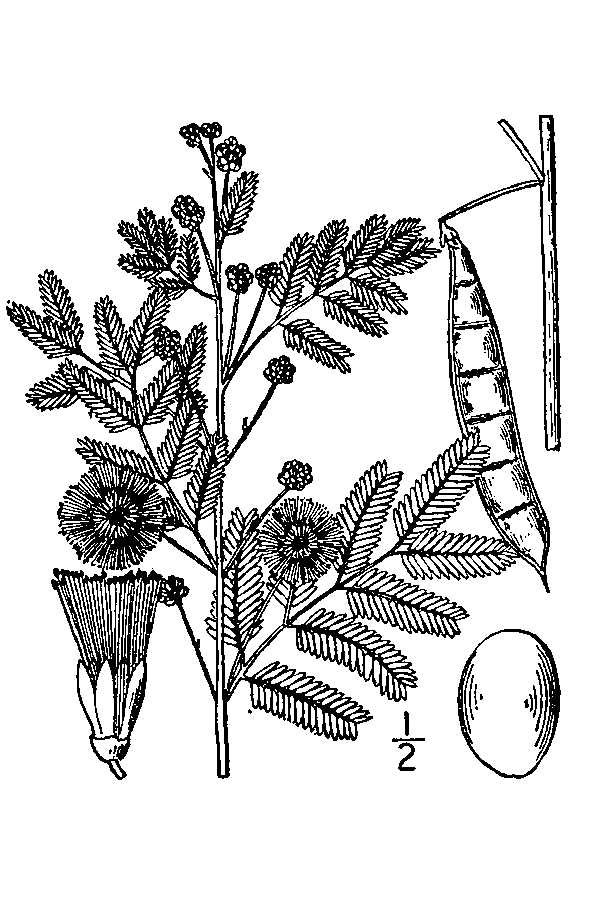
Acaciella angustissima

A. angustissima lleugerament inhibeix el creixement d'Escherichia coli i Staphylococcus aureus.